# فيرجيني أرنولد
فيرجيني أرنولد (بالفرنسية: Virginie Arnold)‏ هي نبالة فرنسية، ولدت في 24 ديسمبر 1979 في Biscarrosse ‏ في فرنسا.

## وصلات خارجية
- فيرجيني أرنولد على موقع الاتحاد الدولي للرماية بالسهام (الإنجليزية)
- فيرجيني أرنولد على موقع اللجنة الأولمبية الدولية (الإنجليزية)
- فيرجيني أرنولد على موقع أوليمبيديا (الإنجليزية)
- فيرجيني أرنولد على موقع اللجنة الأولمبية الفرنسية (مؤرشف) (الفرنسية)